# Komtesse Ingrid von Pfeil und Klein-Ellguth
Komtesse Ingrid Alexandra Irma Astrid Benedikte von Pfeil und Klein-Ellguth, (født 16. august 2003, på Rigshospitalet i København) er Prinsesse Alexandra af Berleburg og grev Jefferson von Pfeils andet og yngste barn.   Hun er oldebarn af dronning Ingrid og barnebarn af prinsesse Benedikte.

## Dåb
Komtesse Ingrid blev døbt på  Schloss Berleburg, Berleburg, Tyskland.
Hendes faddere er: 
- Kronprins Frederik
- Prins Georg af Sayn-Wittgenstein-Hohenstein
- Martin Bleyer
- Prinsesse Alexia af Grækenland og Danmark
- Prinsesse Nathalie zu Sayn-Wittgenstein-Berleburg
- Grevinde Bettina von Pfeil und Klein-Ellguth